# Сыть
Сыть, или Ципе́рус (лат. Cyperus) — крупный род многолетних травянистых растений семейства Осоковые (Cyperaceae).

## Ботаническое описание
Стебли прямые травянистые (со сближенными узлами и междоузлиями на верхушке стебля).
Листья линейные, сидячие, отходят от сближенных узлов, образуя зонтиковидную густую мутовку.

## Распространение и среда обитания
Распространены в болотистых местах и водоёмах.

## Экология
В Египте под угрозой исчезновения находится один из видов рода сыть — папирус (Cyperus papyrus), который там встречается на небольшой площади в пустыне на запад от южной части Нильской дельты, на нескольких небольших участках вокруг родников.

## Классификация

### Таксономия
|  |                                      |  |                                                             |                                                             |                    |  | ещё 17 семейств (согласно Системе APG II) |                  |                  |                 |
|  |                                      |  |                                                             |                                                             |                    |  |                                           |                  |                  | около 600 видов |
|  |                                      |  |                                                             | порядок Злакоцветные                                        |                    |  |                                           |                  | род Сыть         |                 |
|  |                                      |  |                                                             | порядок Злакоцветные                                        |                    |  |                                           |                  | род Сыть         |                 |
|  | отдел Цветковые, или Покрытосеменные |  |                                                             |                                                             | семейство Осоковые |  |                                           |                  |                  |                 |
|  | отдел Цветковые, или Покрытосеменные |  |                                                             |                                                             |                    |  |                                           |                  |                  |                 |
|  |                                      |  | ещё 44 порядка цветковых растений (согласно Системе APG II) | ещё 44 порядка цветковых растений (согласно Системе APG II) |                    |  |                                           | ещё до 120 родов | ещё до 120 родов |                 |
|  |                                      |  |                                                             | ещё 44 порядка цветковых растений (согласно Системе APG II) |                    |  |                                           |                  | ещё до 120 родов |                 |

### Синонимы
- Acorellus Palla ex Kneuck. (1903) — Аирник
- Adupla Bosc ex Juss. (1804)
- Aliniella J.Raynal (1973), nom. illeg.
- Alinula J.Raynal (1977)
- Androcoma Nees (1840)
- Androtrichum (Brongn.) Brongn. (1834)
- Anosporum Nees (1834)
- Antrolepis Welw. (1859), nom. inval.
- Ascolepis Nees ex Steud. (1855)
- Ascopholis C.E.C.Fisch. (1931)
- Atomostylis Steud. (1850)
- Borabora Steud. (1855)
- Chlorocyperus Rikli (1895)
- Comostemum Nees (1834)
- Courtoisia Nees (1834), nom. illeg.
- Courtoisina Soják (1980)
- Crepidocarpus Klotzsch ex Boeckeler (1870)
- Cylindrolepis Boeckeler (1889)
- Cyprolepis Steud. (1850), nom. nud.
- Diclidium Schrad. ex Nees (1842)
- Didymia Phil. (1886)
- Distimus Raf. (1819)
- Duval-jouvea Palla (1905)
- Epiphystis Trin. (1820)
- Eucyperus Rikli (1895)
- Galilea Parl. (1845)
- Hedychloe Raf. (1820)
- Hemicarpha Nees (1834)
- Hydroschoenus Zoll. & Moritzi (1846)
- Hypaelyptum Vahl (1805), nom. rej.
- Indocourtoisia Bennet & Raizada (1981), nom. illeg.
- Juncellus (Griseb.) C.B.Clarke (1893) — Ситничек
- Killinga T.Lestib. (1819)
- Kyllinga Rottb. (1773), nom. cons. — Киллинга
- Kyllingiella R.W.Haines & Lye (1978)
- Lipocarpha R.Br. (1818) — Липокарфа
- Lyprolepis Steud. (1855)
- Mariscopsis Cherm. (1919)
- Marisculus Goetgh. (1977)
- Mariscus Gaertn. (1788), nom. illeg.
- Mariscus Vahl (1805), nom. cons. — Марискус
- Megarrhena Schrad. ex Nees (1842), pro syn.
- Opetiola Gaertn. (1788)
- Oxycaryum Nees (1842)
- Papyrus Willd. (1812)
- Platylepis Kunth (1837), nom. illeg.
- Pseudomariscus Rauschert (1982), nom. illeg.
- Pterachne Schrad. ex Nees (1842), nom. inval.
- Pterocyperus Opiz (1852)
- Pterogyne Schrad. ex Nees (1842), nom. inval.
- Pycreus P.Beauv. (1816) — Ситовник
- Queenslandiella Domin (1915)
- Raynalia Soják (1980)
- Remirea Aubl. (1775)
- Rikliella J.Raynal (1973)
- Sorostachys Steud. (1854)
- Sphaerocyperus Lye (1972)
- Sphaeromariscus E.G.Camus (1910)
- Thryocephalon J.R.Forst. & G.Forst. (1776)
- Torreya Raf. (1819), nom. illeg.
- Torulinium Desv. ex Ham. (1825) — Членистник
- Trentepohlia Boeckeler (1858)
- Ungeria Nees ex C.B.Clarke (1884)
- Volkiella Merxm. & Czech (1953)

### Виды
Род насчитывает, по данным The Plant List на 2016 год, около 700 видов, некоторые из них:
- Cyperus alopecuroides Rottb. — Сыть батлачковидная
- Cyperus amuricus Maxim. — Сыть амурская
- Cyperus brevifolioides Thieret & Delahouss. — Сыть тончайшая
- Cyperus brevifolius (Rottb.) Hassk. — Сыть коротколистная
- Cyperus capitatus Vand. — Сыть головчатая
- Cyperus colchicus K.Koch — Сыть колхидская
- Cyperus congestus Vahl
- Cyperus difformis L. — Сыть разнородная, или Сыть разновидная
- Cyperus eragrostis Lam. — Сыть полевичковая
- Cyperus esculentus L. typus[1] — Сыть съедобная, или Чуфа
- Cyperus flavescens L. — Сыть желтеющая
- Cyperus flavidus Retz. — Сыть желтоватая
- Cyperus fuscus L. — Сыть бурая, или Сыть чёрнобурая
- Cyperus glaber L. — Сыть гладкая
- Cyperus glomeratus L. — Сыть скученная, или Сыть сборная, или Сыть густоцветная
- Cyperus hamulosus M.Bieb. — Сыть крючковатая
- Cyperus haspan L. — Сыть гаспан
- Cyperus iria L. — Сыть ирия
- Cyperus kamtschaticus (Meinsh.) Yonek. — Сыть камчатская
- Cyperus laevigatus L.
- Cyperus limosus Maxim. — Сыть илистая
- Cyperus longus L. — Сыть длинная
- Cyperus metzii (Hochst. ex Steud.) Mattf. & Kük.
- Cyperus michelianus (L.) Delile — Сыть Микели, или Сыть Михеля
- Cyperus mindorensis (Steud.) Huygh
- Cyperus nipponicus Franch. & Sav. — Сыть ниппонская
- Cyperus odoratus L.
- Cyperus orthostachyus Franch. & Sav. — Сыть прямоколосковая, или Сыть прямоколосая
- Cyperus pannonicus Jacq. — Сыть венгерская
- Cyperus papyrus L. — Папирус
- Cyperus polystachyos Rottb. — Сыть многоколосковая
- Cyperus pratorum Korotky — Сыть луговая
- Cyperus rotundus L. — Сыть круглая
- Cyperus sanguinolentus Vahl — Сыть краснопятнистая, или Сыть окровавленная
- Cyperus serotinus Rottb. — Сыть поздняя
- Cyperus setiformis Korsh. — Сыть щетиновидная
- Cyperus soongoricus Kar. & Kir. — Сыть джунгарская
- Cyperus tenuispica Steud.